# Фукуока (префектура)
Фукуока (яп. 福岡県 Фукуока-кэн) — префектура в Японии, на северном побережье острова Кюсю. Площадь префектуры составляет 4978,51 км², население — 5 091 547 человек (1 августа 2014), плотность населения — 1022,70 чел./км². Административный центр — город Фукуока.

## География
Префектура Фукуока с трёх сторон имеет выход к морю, граничит с префектурами Сага, Оита и Кумамото. В префектуре Фукуока располагаются два самых крупных города острова Кюсю — портовый город Фукуока и промышленный центр Китакюсю.

## Административно-территориальное деление
В префектуре Фукуока расположено 28 городов и 12 уездов (30 посёлков и два села).

### Города
Список городов префектуры:
| - Асакура; - Будзен; - Дадзайфу; - Иидзука; - Итосима; - Кама; - Касуга; | - Китакюсю; - Кога; - Куруме; - Миявака; - Мияма; - Мунаката; - Накагава; - Накама; | - Ногата; - Огори; - Окава; - Омута; - Онодзё; - Тагава; - Тикуго; | - Тикусино; - Укиха; - Фукуока; - Фукуцу; - Юкухаси; - Яме; - Янагава. |

### Уезды
Посёлки и сёла по уездам:
| - Касуя; - Касуя; - Сасагури; - Симе; - Сингу; - Суэ; - Уми; - Хисаяма; | - Онга; - Асия; - Мидзумаки; - Окагаки; - Онга; - Курате; - Котаке; - Курате; - Кахо; - Кейсен; | - Асакура; - Тикудзен; - Тохо; - Мии; - Татиараи; - Мидзума; - Оки; - Яме; - Хирокава; | - Тагава; - Ака; - Итода; - Кавара; - Кавасаки; - Ото; - Соэда; - Фукути; | - Мияко; - Канда; - Мияко; - Тикудзё; - Йоситоми; - Коге; - Тикудзё. |

## Символика
Эмблема префектуры была принята 10 мая 1966 года. Она представляет собой комбинацию стилизованных символов хираганы «фу» (яп. ふ) и «ку» (яп. く), то есть первых слогов слова «фукуока». Флаг префектуры был утверждён в том же году.
Цветком префектуры выбрали 19 марта 1954 цветы японской сливы, деревом — рододендрон (5 сентября 1966), а птицей — бамбуковую камышевку (3 июля 1964).